# Raszujka
Raszujka (kurp. Raśujka, daw. Rachujka) – wieś w Polsce położona w województwie mazowieckim, w powiecie przasnyskim, w gminie Chorzele. Ma status  sołectwa. 

## Historia
Nazwa wsi może pochodzić od rachowania (liczenia), ale też od ludowej nazwy sosny (chójki). Legenda wyprowadza nazwę od kupca, który rachował ziarna pszenicy. W księdze bartnej z Puszczy Mazuch i Płodownickiej, czyli z zachodu Puszczy Zielonej (1710–1760), w 1717 notowani są bartnicy o nazwisku Rachujka, ale też np. bartnik Wojciech Berk z Rachuyky.
Wieś leżała w starostwie przasnyskim, w ziemi ciechanowskiej w województwie mazowieckim. Nie notowano jej w lustracji dóbr królewskich z 1660–1661. Pierwsza informacja o jej istnieniu pochodzi z 1674. Nazwę zapisywano jako Rachoyka.
W czasie III wojny północnej, w 1708, w pobliżu wsi maszerowały wojska Karola XII. Na przełomie 1769 i 1770, w czasie konfederacji barskiej, w rejonie wsi Olszewka, Rachujka, Zaręby, Brodowe Łąki i Parciaki koncentrowała się partia Józefa Sawy-Calińskiego.
14 grudnia 1762 Angela Humięcka scedowała na Kazimierza Krasińskiego i jego żonę Eustachię z Potockich starostwo przasnyskie, wójtostwo przasnyskie i dzierżawę w Dobrzankowie. Starostwo obejmowało m.in. wieś Rachowujka. Wcześniej, przed śmiercią męża Humięckiej, Stanisława Antoniego Krasińskiego, starostwo od 1663 należało do Jana Błażeja Krasińskiego. W 1781 we wsi istniały 4 domy, w 1799/1800 – 17. W lustracji z 1789 zapisano, że we wsi Rachujka mieszkało 10 gospodarzy osiadłych na półwłóczkach i ćwierciach. Wieś została założona na piaszczystych i błotnistych gruntach. Mieszkańcy odrabiali pańszczyznę w folwarkach w starostwie przasnyskim (w czasie żniw 33 dni pieszych, 12 dni do kosy i 24 do cepów i dawali 4 podwody rocznie – była to równowartość 58 złp. i 15 groszy rocznie). Płacili czynsz w wysokości 76 złp. i 50 złp. zagonowego. Ze wsi Olszewka, Parciaki, Żelazna, Poścień, Pruskołęka i Rachujka płacono łącznie arendę karczemną.
W 1795 wraz z upadkiem I Rzeczypospolitej Rachujka została włączona do państwa pruskiego (prowincja Prusy Nowowschodnie, departament płocki, powiat przasnyski). Należała do ekonomii rządowej Przasnysz. Po powstaniu Księstwa Warszawskiego wieś była częścią departamentu płockiego i powiatu przasnyskiego. Po powołaniu do życia Kongresówki wieś włączono do województwa płockiego, obwodu przasnyskiego i powiatu przasnyskiego. Obowiązywał podział gminny z okresu Księstwa Warszawskiego. W 1837 województwa przemianowano na gubernie, w 1842 obwody na powiaty, a powiaty na okręgi sądowe. Od 1867 wieś znalazła się w gminie Zaręby, powiecie przasnyskim i guberni płockiej.

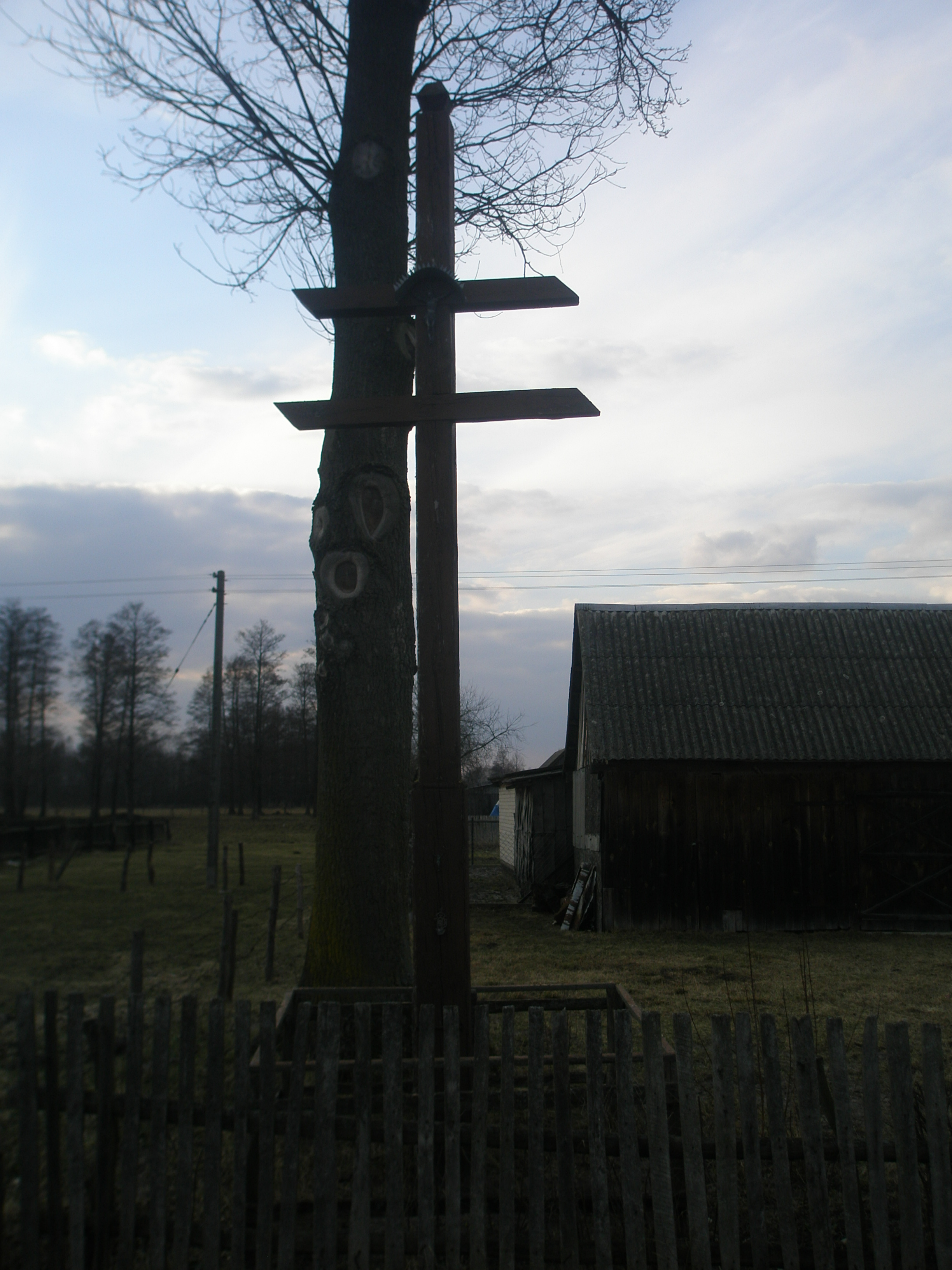
Karawaka z 1911

W 1815 w 14 domach mieszkało 118 osób. W 1827 we wsi było 25 domów, w których mieszkało 137 osób. W Słowniku geograficznym Królestwa Polskiego i innych krajów słowiańskich wydanym w 1888 czytamy, że wieś liczyła 30 domów, w których mieszkało 187 osób, 474 mr. ziemi użyt. i 430 mr. nieużytków (bagna i piaski). Wieś należała do parafii Zaręby. W 1881 we wsi Rachujka mieszkało 187 osób, a w 1889 262 osób. Ukazem uwłaszczeniowym w 1864 objęto 25 gospodarstw. Zajmowała 329 mórg. Wieś obejmowała błotniste i bagniste grunty.
Kiedy w 1915 powstało Generał-Gubernatorstwo Warszawskie, powiat przasnyski, a z nim Rachujka, był jego częścią. W czasie działań militarnych podczas I wojny światowej, szczególnie w 1915, wieś została zniszczona w 50%.
W 1915 armia niemiecka zbudowała kolejkę wąskotorową, a następnie normalnotorową na trasie Ostrołęka–Chorzele. Jedną ze stacji wyznaczono w Raszujce. Przystanek PKP (linia nr 35 Szczytno–Ostrołęka) istniał do 2001. Został odnowiony w ramach przywrócenia linii i remontu stacji w 2023.

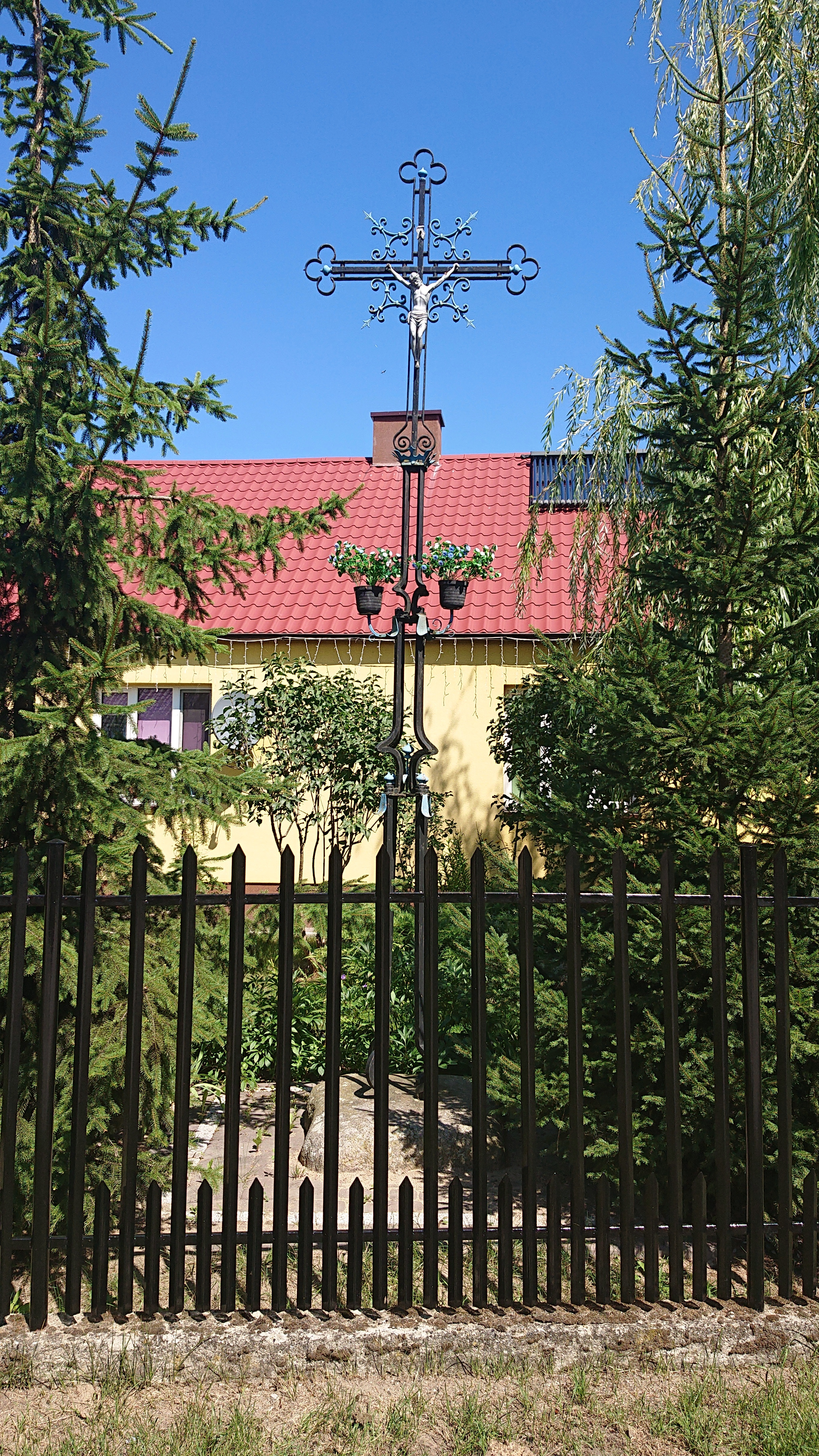
Krzyż we wsi w formie popularnej na przełomie XIX i XX wieku

Od 1919 wieś należała do powiatu przasnyskiego w województwie warszawskim. W 1933 w obrębie gmin wprowadzono podział na gromady. Wieś tworzyła gromadę Rachujka. Według spisu powszechnego z 1921 we wsi istniało 47 domów, w których mieszkało 247 osób, wszyscy rzymscy katolicy i polskiej narodowości. Na stacji kolejowej Rachujka znajdował się 1 budynek, w których mieszkało 9 osób, również rzymscy katolicy i Polacy. Wieś nazywano już wówczas Raszujką, bo dotychczasowa nazwa wydawała się nieprzyzwoita, niemniej oficjalna zmiana nazwy nastąpiła dopiero w 1983.
W 1929 działacze społeczni z Olszewki próbowali przeforsować plan zorganizowania nowej gminy. Miały do niej należeć: Olszewka z dotychczasowej gminy Jednorożec, Poścień, Rachujka, Łaz, Budki, Sosnówek, Ostrówek, Rawki i Brodowe Łąki z gminy Zaręby oraz Dąbrowa i Wola Błędowska z gminy Baranowo. Nie otrzymano pozytywnej odpowiedzi ze starostwa w Przasnyszu.
W roku szkolnym 1930/1931 we wsi istniała jednoklasowa szkoła powszechna.
Z dniem 1 listopada 1939 do III Rzeszy wcielono północną część województwa warszawskiego, w tym Raszujkę. Wieś była częścią Rejencji Ciechanowskiej, która weszła w skład prowincji Prusy Wschodnie. Z dniem 22 sierpnia 1944 przywrócono przedwojenną administrację. Wieś leżała w powiecie przasnyskim i województwie warszawskim. W 1954 zlikwidowano gminy, w tym gminę Zaręby, i zastąpiono je gromadami. Wieś należała do gromady Rachujka i była jej siedzibą. W 1959 gromadę Rachujka zniesiono, wieś włączono do gromady Chorzele. W 1973 przywrócono istnienie gmin. Wieś włączono do gminy Chorzele. W latach 1975–1998 miejscowość administracyjnie należała do województwa ostrołęckiego. Od 1999 Raszujka jest częścią gminy Chorzele w powiecie przasnyskim i województwie mazowieckim.

W 2002 we wsi istniały 94 gospodarstwa domowe. Mieszkało tu 319 osób. Według spisu powszechnego z 2021 we wsi mieszkało 230 osób (46,5% kobiety, 53,5% mężczyźni). Wieś się wyludnia. Między 1998, kiedy mieszkało tu 315 osób, a 2021 liczba mieszkańców zmalała o 27%. Mieszkańcy zajmują się rolnictwem, handlem hurtowym i detalicznym, naprawą pojazdów i budownictwem.

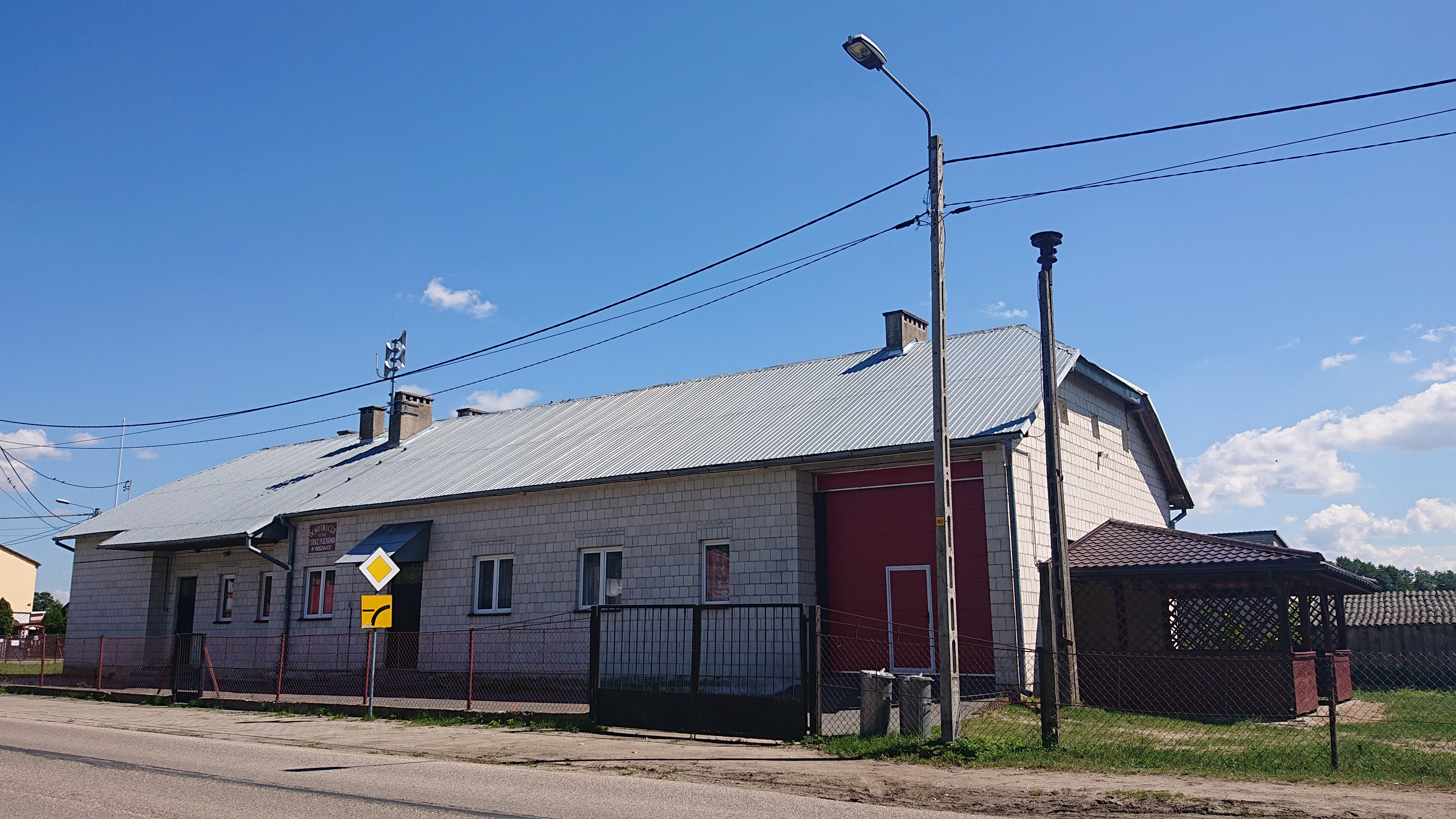
Remiza OSP

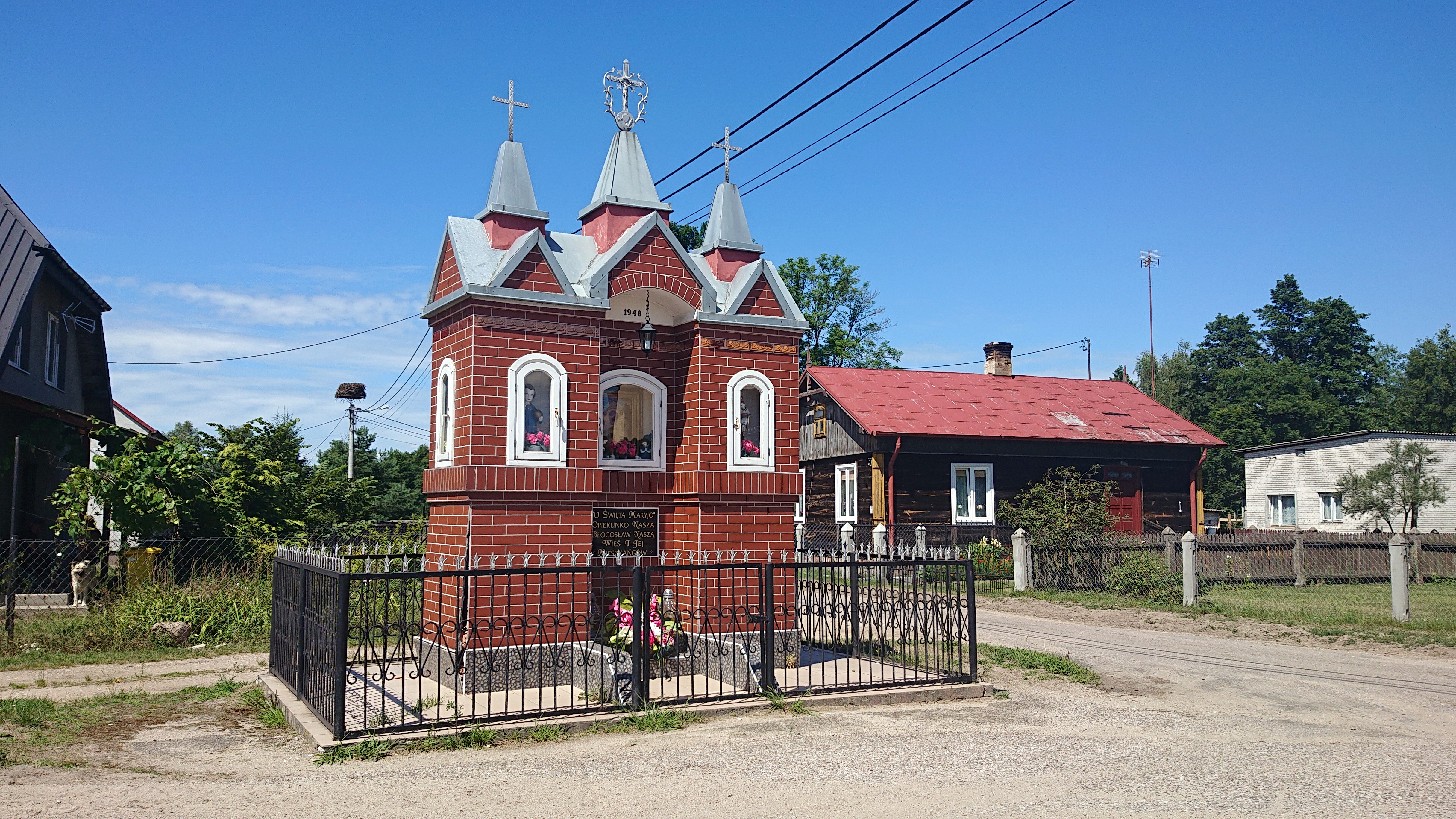
Kapliczka z 1948

Wierni kościoła rzymskokatolickiego należą do parafii św. Mikołaja w Chorzelach. W centrum wsi w 1948 wystawiono kapliczkę. W 1989 notowano 4 drewniane zabytkowe domy z początku XX wieku. Używane są nazwy miejscowe określające części wsi: Bilne (łąki), Działy (pastwiska), Mazurki (pole, pastwisko), Naddawy (pole, łąki), Uwrotne (łąki) oraz Wółki (pole).
We wsi działają organizacje pozarządowe. W 2010 odnowiono działalność koła gospodyń wiejskich. Znajduje się tu remiza strażacka, siedziba miejscowej jednostki OSP.
Przez wieś biegnie jedna z turystycznych tras rowerowych proponowanych przez samorząd gminy Chorzele.